# 테밍크날다람쥐
테밍크날다람쥐(Petinomys setosus)는 다람쥐과에 속하는 설치류이다. 인도네시아와 말레이시아, 미얀마 그리고 태국에서 발견된다.